# Resolució 2433 del Consell de Seguretat de les Nacions Unides
La Resolució 2433 del Consell de Seguretat de les Nacions Unides, fou adoptada per unanimitat el 30 d'agost de 2018. Després de reconèixer la importància del seu paper en l'estabilització a la zona, el Consell va ampliar el mandat de la Força Provisional de les Nacions Unides al Líban (UNIFIL) per un any fins al 31 d'agost de 2019, i va demanar al secretari general de les Nacions Unides que presenti una avaluació de les recomanacions sobre fer dintre de sis mesos, fomentant alhora el desplegament al Líban un regiment i un patruller d'alta mar a la zona d'operacions de la UNIFIL com a forma de promoure al govern libanès exercir la seva sobirania, en aplicació de la Resolució 1701 (2006).
El Consell també va reafirmar la necessitat d'un desplegament efectiu de les Forces Armades del Líban al sud del Líban i a les aigües territorials a un ritme accelerat, alhora que ha posat èmfasi en la necessitat de millorar la gestió de recursos de la UNIFIL i insta a les parts a garantir-li llibertat de moviments i accés a la Línia Blava.